# Famille Goluchowski
La famille Goluchowski est une famille noble de Pologne et de l'empire d'Autriche.

## Membres connus
- Jan Casimir Goluchowski, staroste de Radom au XVIIe siècle,
- Abraham Goluchowski, staroste de Stężyca et de Wiślica,
- Agenor Maria Gołuchowski,
- Adam Goluchowski,
- Alexandre Goluchowski, député,
- Agenor Romuald Gołuchowski, ministre et gouverneur de Galicie,
- Arthur Goluchowski, député et général polonais, frère d'Agenor.

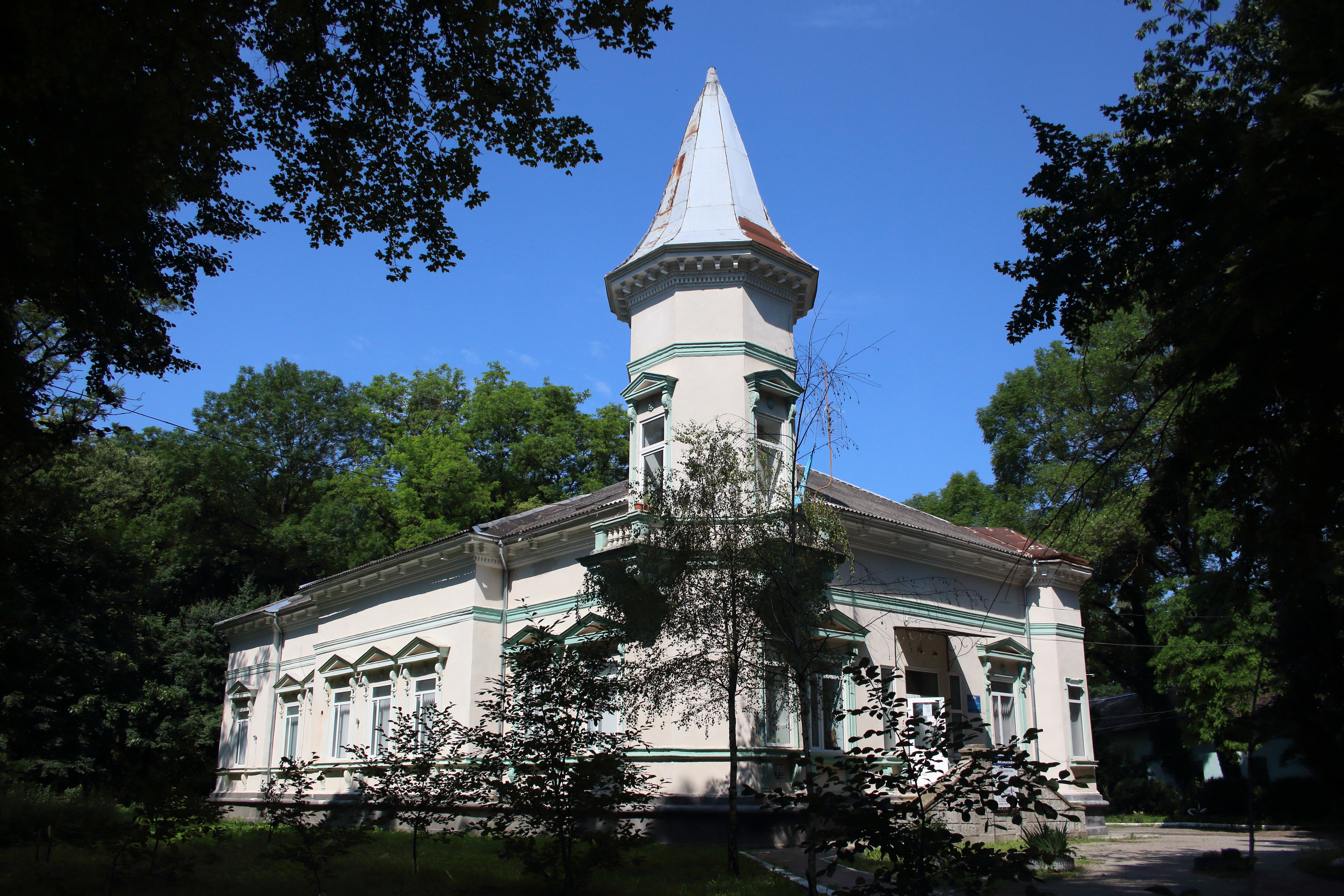
Le manoir Holouchovsky, classé à Skala-Podilska.